# عروب الرفاعي
عروب السيد يوسف الرفاعي (2 فبراير 1965) ناشطة كويتية نسوية واجتماعية وسياسية إسلامية.

## حياتها
تتحرك الدكتورة عروب الرفاعي في ثلاث دوائرهي حقوق المرأة السياسية والاجتماعية، وإدارة العمل التطوعي، والمسؤولية الاجتماعية للشركات. برزت الدكتورة الرفاعي منذ 1995 كناشطة في جمعيات النفع العام النسائية، ثم كانت ضمن القلة الإسلامية التي تحركت لدعم حقوق المرأة السياسية في الكويت منذ 1999، كما شاركت في انتخابات فبراير 2012 للتنبيه لجاهزية المرأة الملتزمة اسلاميا للمشاركة السياسية.
اهتمت بالعمل التطوعي تأصيلا وتحفيزا وتدريبا. أصدرت في 2014 كتابها ”بقلم مختلف“ وثقت فيه مقالاتها المنشورة في الصحف الكويتية ما بين 2001 و 2011. اهتمت الدكتوره الرفاعي منذ 2012 بتعميق مفهوم المسؤولية الاجتماعية والشراكة بين القطاعات الأهلي والخاص والحكومي في صناعة التغيير الاجتماعية.
كما تقدم دورات تطوعية منذ 2002 إلى الآن، وتركز هذه الدورات على المسؤولية الاجتماعية، إدارة العمل التطوعي، تأسيس المبادرات الاجتماعية، وتمكين المرأة ومهاراتها القيادية، وأخلاقيات العمل.

## الدرجات العلمية
- دكتوراه في الدراسات الادارية من جامعة برونيل في المملكة المتحدة في 2013.[8]

- حاصلة على ماجستير، إدارة أعمال وتسويق، جامعة الكويت، 2006. وماجستير مكتبات ومعلومات، جامعة الكويت 1998.[9]

- بكالوريوس علوم سياسية مساند اقتصاد، كلية التجارة، جامعة الكويت، 1986.

## عضويات
| - عضوة في الشبكة الإقليمية للمسؤولية الاجتماعية بالدول العربية يناير 2019. - عضوة في الجمعية العمومية للهيئة الخيرية الاسلامية العالمية منذ 2012- الان. - عضوة مؤسسة وعضوة في الاتحاد النسائي الكويتي 1994- الان. - عضوة في جمعية بيادر السلام النسائية 1983- الان. - عضوة في لجنة تقييم جمعيات النفع العام الصادرة بقرار وزاري لمدة 6 أشهر من سبتمبر 2014 - مارس 2015. - مستشارة في برنامج الأمم المتحدة الانمائي في حملات التوعية العامة لمدة ستة اشهر، 2012. - عضوة في مجلس امناء المراكز الثقافية، الديوان الاميري، 2009. | - عضوة فريق المرأة التابعة للجنة الدفاع عن حقوق الانسان بمجلس الامة، 2007. - عضوة اللجنة الوطنية لمكافحة المخدرات، 2002. - عضوة فريق عمل دراسة مكانة المرأة العاملة في المناهج التعليمية والوسائل الإعلامية، 2000. - عضوة فريق قضايا المرأة التابعة للجنة الدفاع عن حقوق الانسان بمجلس الامة، 2007. - عضوة اللجنة التحضيرية ورئيسة اللجنة الاعلامية في المؤتمر العالمي ”دور المرأة في العمل الخيري“ الذي نظمته الهيئة الخيرية الاسلامية العالمية، الكويت، ديسمبر، 2014. - عضوة الوفد الكويتي الرسمي إلى أوزبكستان برئاسة وزيرة المواصلات. نوفمبر، 2006. - عضوة الوفد الشعبي الكويتي لواشنطن، والذي جاء في إطار الحملة الحكومية الكويتية لتسليط الضوء على دور المرأة - عضوة الوفد الكويتي الشعبي، المؤتمر العالمي الرابع للمرأة في بكين الصين، 1995. |

## المشاركات العلمية
- ورقة بعنوان ”القيادات المصرفية وممارسة المسؤولية الاجتماعية“، في ملتقى المسؤولية الاجتماعية للمؤسسات والمصارف في الكويت، سبتمبر، ٢٠١٩.[10]
- ورقة بعنوان "دور المسؤولية الاجتماعية للقطاع الخاص في دعم الخدمات الصحية“، مؤتمر الكويت الثالث للمسؤولية الاجتماعية، فبراير، ٢٠١٨.[11]
- ورقة بعنوان «نحو فهم أعمق للمسؤولية الاجتماعية للشركات»، مؤتمر الكويت الثاني للمسئولية المجتمعية، الكويت، فبراير، ٢٠١٧.[12][13]
- ورقة بعنوان «المسئولية الاجتماعية للشركات في الدول العربية: اشكاليات في النظرية والتطبيق»، المؤتمر الدولي العلمي الأول للمسئولية المجتمعية، الدوحة قطر، مارس، ٢٠١٦.[14]
- ورقة بعنوان «الشراكة بين القطاعين الخاص والحكومي لاستدامة الخدمات الصحية في الكويت: دراسة في المحددات والدوافع»، د.عروب الرفاعي ود. خالد الشطي، المؤتمر العربي الرابع عشر للمنظمة العربية للتنمية الإدارية عمان، المملكة الأردنية الهاشمية، ديسمبر، ٢٠١٥.[15]
- مشاركة بورقة في مؤتمر «المواطنة» الذي عقد في إطار الاحتفالات بالعيد الوطني، تنظيم اكاديميون، فبراير، ٢٠١٠.[16]

## جوائز وتكريم
- اختيرت ضمن قائمة مئة شخصية عربية الأكثر تأثيرا في مجال المسؤولية الاجتماعية لعام 2019 من قبل الشبكة الإقليمية للمسؤولية الاجتماعية.[17]
- جائزة تقديرية وميدالية ”الرائدات في العمل النسوي والمساهِمات في تعزيز مكانة المرأة الكويتية من الاتحاد النسائي الكويتي 16 مايو، 2019.[18]
- حاصلة على ”جائزة الابداع“ كمؤثرة في مجال المسؤولية الاجتماعية، من قبل الملتقى الاعلامي العربي ديسمبر، 2018.[19]
- حاصلة على جائزة مؤسسة الكويت للتقدم العلمي للطلبة المتميزين في الجامعة 1985 - 1986.